# Kalmia latifolia
El laurel de montaña (Kalmia latifolia) es una especie de planta con flores en la familia Ericaceae, que es nativa del este de los Estados Unidos. 
Su área de distribución se extiende desde el sur de Maine al sur hasta el norte de Florida, y al oeste con Indiana y Luisiana. El laurel de montaña es la flor del estado de Connecticut y Pensilvania. Es el mismo nombre de la ciudad de Laurel Misisipi (fundada en 1882).

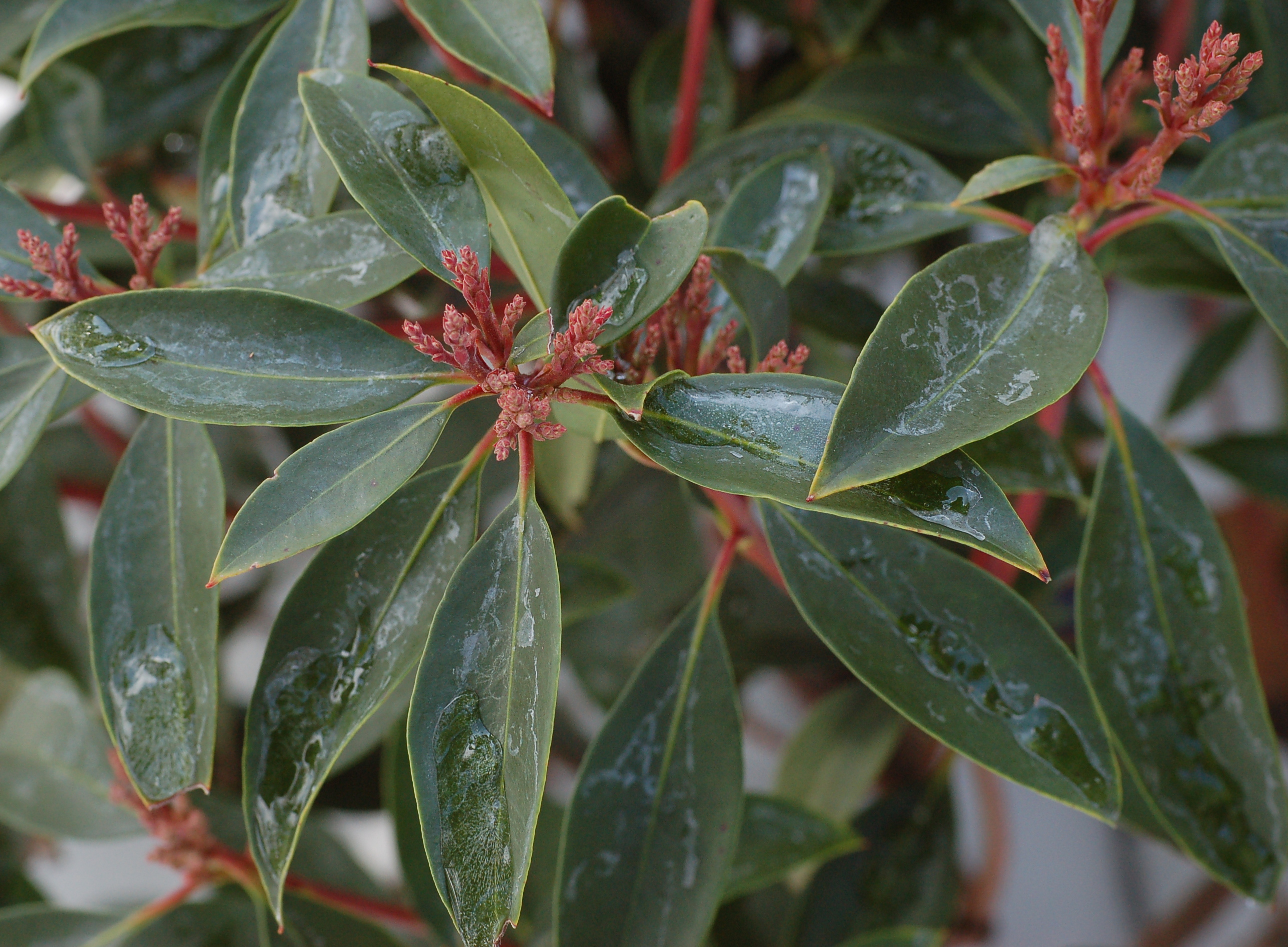
K. latifolia hojas y brotes tempranos

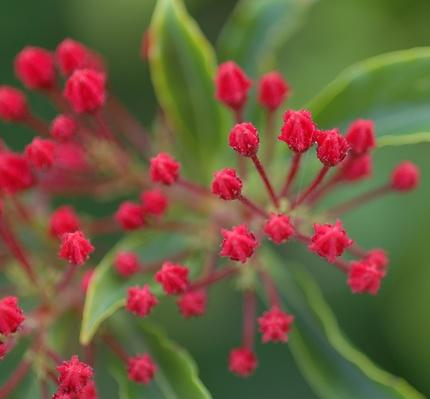
Botones florales

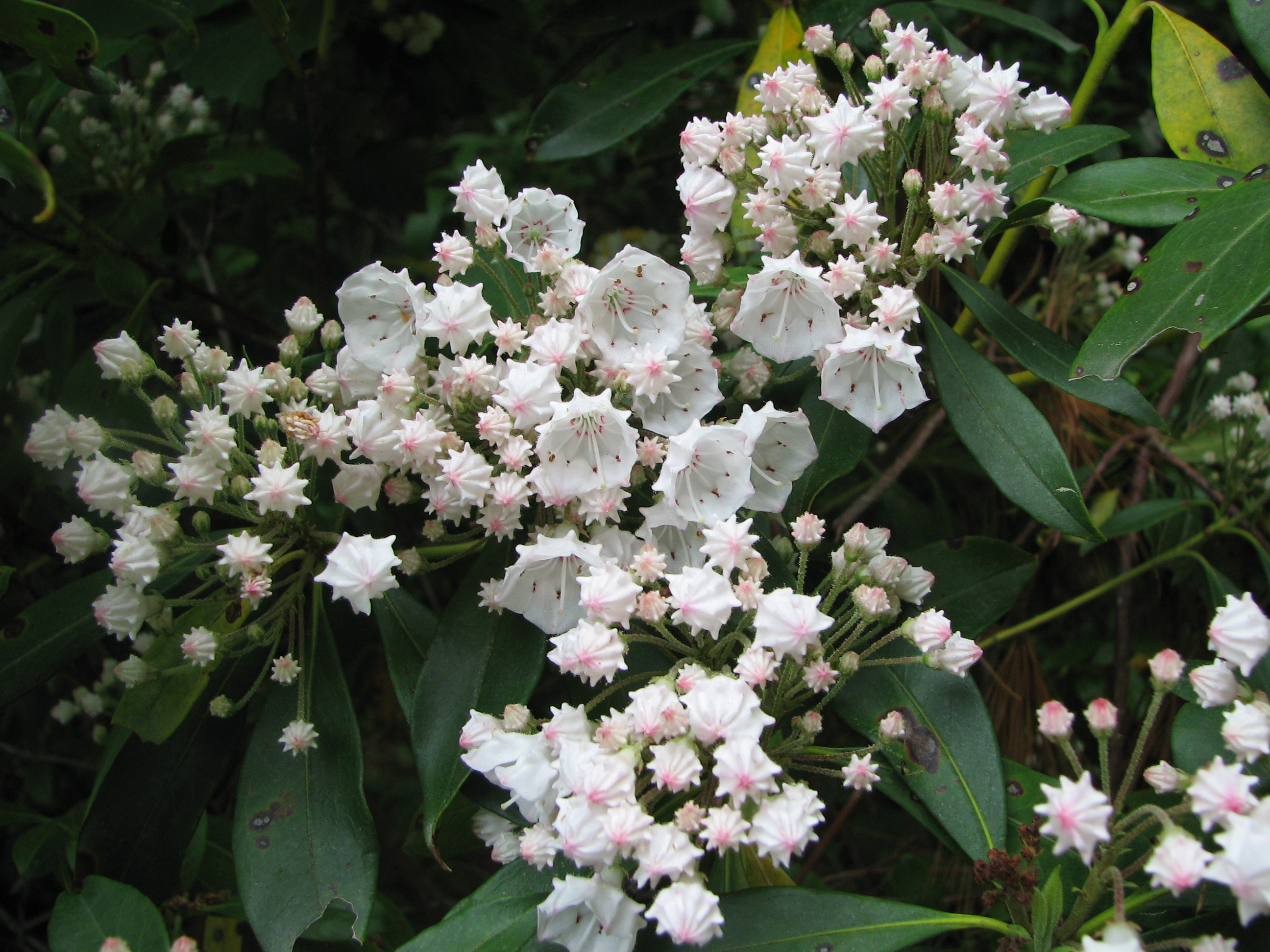
Inicio de la floración

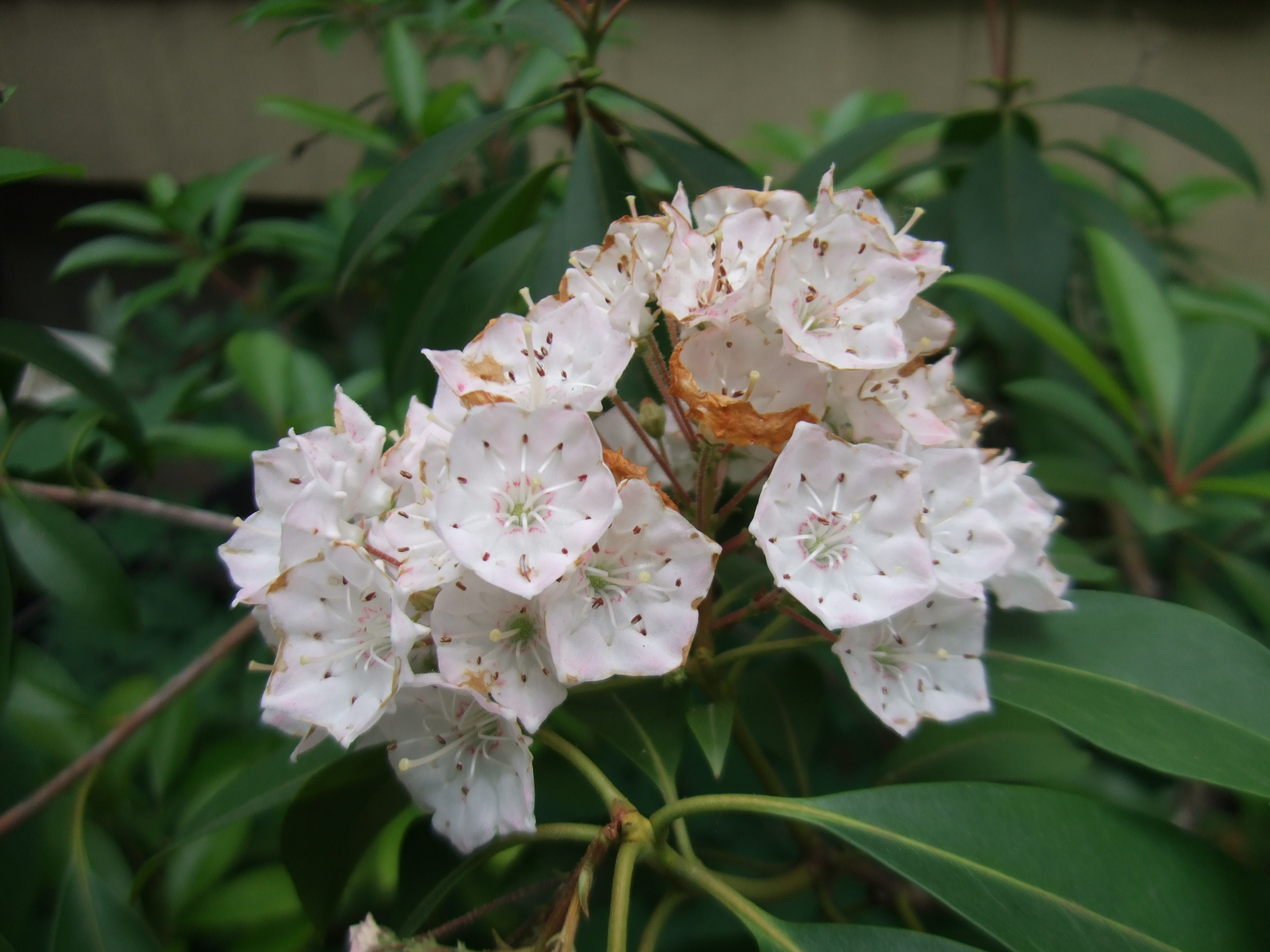
Plena floración

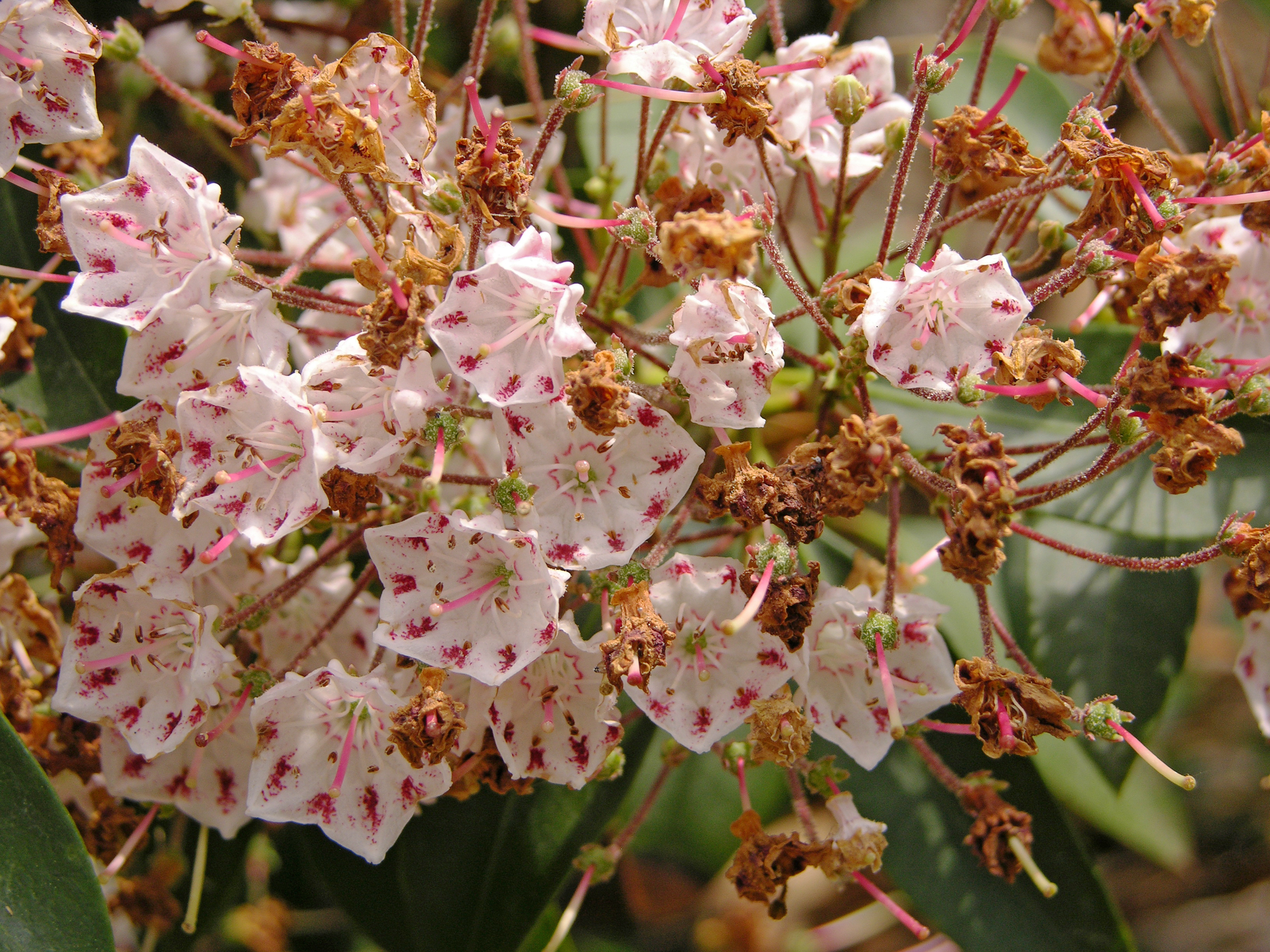
Floración y las flores marchitas en la misma cabeza de la flor

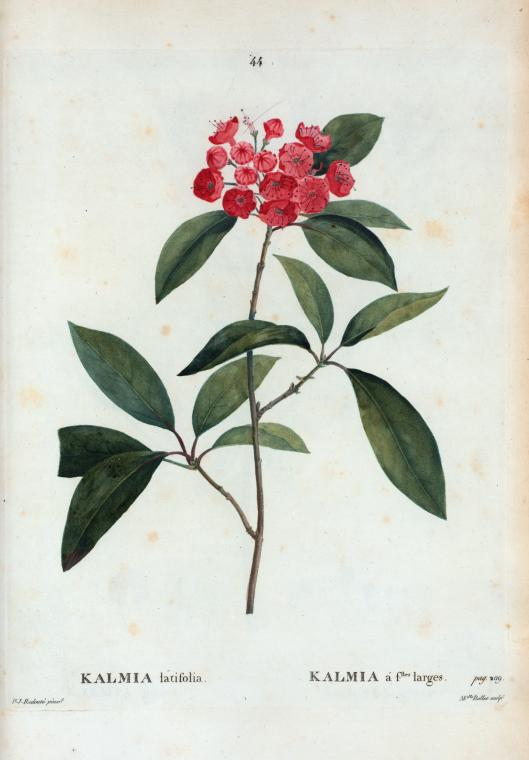
Ilustración

## Características
Se trata de un arbusto perenne que puede alcanzar los 3.9 m de altura. Las hojas son de 3-12 cm de largo y 1-4 cm de ancho. Sus flores son redondas, que van desde el rosa claro a blanco, y se presentan en racimos. Actualmente hay varios cultivares que tienen tonos más oscuros de color rosa, cerca de pigmento rojo y marrón. Florece en mayo y junio. Todas las partes de la planta son venenosas. raíces son fibrosas y enmarañadas.

## Distribución y hábitat
La planta se encuentra en forma natural en las laderas rocosas del monte o de las áreas de bosque. Prospera en suelos ácidos, prefiriendo un pH del suelo en el rango de 4,5 a 5,5. La planta crece a menudo en grandes matorrales, que cubren grandes áreas de sotobosque. En América del Norte puede convertirse en árbol de un tamaño considerable en las montañas no muy altas de las Carolinas, pero es un arbusto más al norte. La especie es un componente frecuente de los bosques de robles.

## Etimología
Nombres comunes en inglés: "ivybush", "spoonwood" (porque los nativos norteamericanos acostumbraban a utilizar su madera para hacer cucharas), "sheep laurel" y "lambkill".
La planta fue registrada por primera vez en Estados Unidos en 1624, pero fue nombrado después de que Pehr Kalm enviara muestras a Linnaeus en el siglo XVIII.

## Cultivo
La planta fue llevada originalmente a Europa como una planta ornamental durante el siglo XVIII. Todavía es ampliamente cultivada por su atractivas flores. Numerosos cultivares han sido seleccionados con diferentes colores de la flor. Muchos de los cultivos tienen su origen en la Connecticut Agricultural Experiment Station (Estación de Experimentación Agrícola de Connecticut) en Hamden y de la mejora vegetal del Dr. Richard Jaynes. Jaynes tiene numerosas variedades con nombre que ha creado y está considerado la autoridad del mundo en Kalmia latifolia.
El cultivar 'Pink Charm' ha ganado el Award of Garden Merit de la Royal Horticultural Society.

## Madera

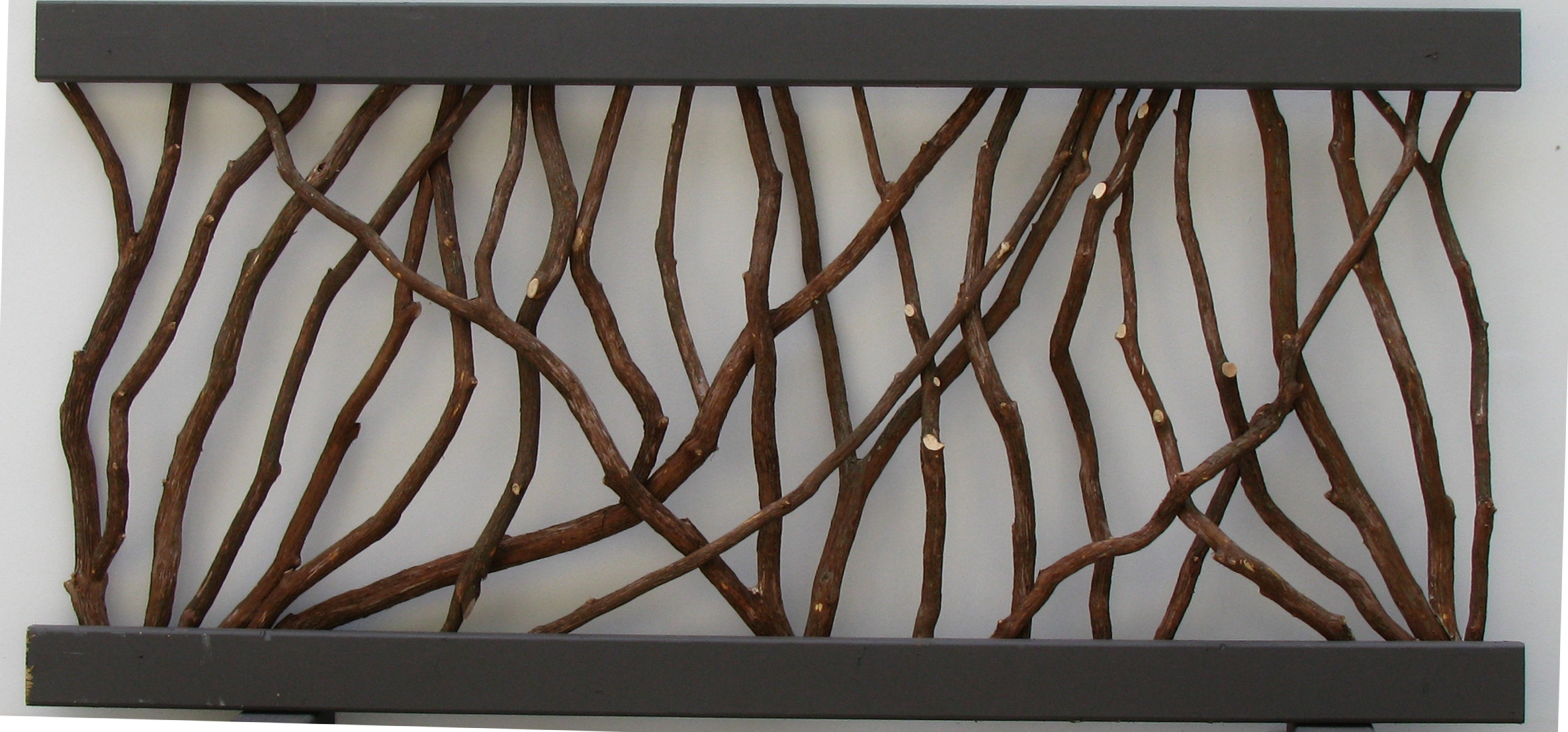
Sección de una barandilla de madera hecha con ramas de laurel de montaña.

La madera del laurel de montaña es pesada y fuerte pero frágil, con un grano grueso, palpable directamente. Nunca ha sido un cultivo comercial viable, ya que no crece lo suficientemente grande, sin embargo, es adecuado para coronas, muebles, recipientes y otros artículos para el hogar. Fue utilizado en el siglo XIX en los relojes de madera. Los tocones de la base del tronco se utilizan para las cazoletas en lugar de motas de brezo importados. Se puede utilizar para pasamanos o barandilla.

## Toxicidad
El laurel de montaña es venenoso para varios animales diferentes debido a la grayanotoxina  y arbutin,. incluyendo caballos, cabras, ganado, ciervos, monos y humanos. Las partes verdes de la planta, flores, ramitas, y polen son todos tóxicos, incluidos los productos alimenticios derivados de ellos, tales como miel tóxica que puede producir neurotoxicidad y efectos adversos gastrointestinales. Los síntomas en los humanos aparecen cuando comen más de una cantidad modesta.  Afortunadamente, la miel es bastante amarga para disuadir a la mayoría de la gente de comerla, mientras no dañen a las abejas lo suficiente como para evitar su uso como forraje de invierno para las abejas. Los síntomas de la toxicidad comienzan a aparecer alrededor de 6 horas después de la ingestión. Los síntomas incluyen respiración irregular o dificultad, anorexia, que se repite para tragar, profusa salivación, lagrimeo de los ojos y la nariz, malestar cardíaco, falta de coordinación, depresión, vómitos frecuentes, defecación, debilidad, convulsiones, parálisis, coma, y, finalmente, la muerte. La autopsia mostrará irritación gastrointestinal y hemorragia.
Las hojas de Kalmia latifolia contienen arbutina y diterpenos, cuya ingestión puede suponer un riesgo para la salud.
La arbutina es glucosilada a hidroquinona, y puede llevar a riesgo de cáncer,  El Instituto Alemán de Investigación de Alimentos en Potsdam encontró que las bacterias intestinales pueden transformar la arbutina en hidroquinona, lo que crea un ambiente favorable para el cáncer intestinal.

## Taxonomía
Kalmia latifolia fue descrita por Carlos Linneo y publicado en Species Plantarum 1: 391. 1753.
Variedades aceptadas
- Kalmia latifolia f. alba (Mouill.) Rehder
- Kalmia latifolia f. fuscata (Rehder) Rehder
- Kalmia latifolia f. obtusata (Rehder) Rehder
- Kalmia latifolia f. polypetala (G. Nicholson) Rehder

Sinonimia
- Chamaedaphne latifolia (L.) Kuntze
- Kalmia latifolia f. latifolia
- Kalmia latifolia var. latifolia[20]